# 布蘭登·杜林
布蘭登·杜林（Brendan Dooling，1990年1月27日—），美國演員，於2012年參與了CW電視台新戲《凱莉日記》的演出，在戲中布蘭登飾演華特·雷诺兹，也因這齣戲讓布蘭登打開了知名度，該戲於2013年在CW電視台播映。

## 私人生活
布蘭登的綽號為Bren，布蘭登是紐約尼克隊與布魯克林籃網隊的球迷，在2012年的夏天，布蘭登去了祕魯並且看了馬丘比丘，有個生於1983年的姐姐。

## 早年生活
2008年畢業於貝爾波特中學，Gateway表演學校校友，布蘭登在十年前於Gateway表演學校展開了表演的旅程，就像許多孩子一樣，布蘭登的第一節表演課也是因為母親的敦促所開始的，在青少年時期，布蘭登參與了許多表演、音樂劇與獨白的課程，透過表演學校的展示計畫，布蘭登找到他的第一家專業經紀公司，他於2003年與2005年在Gateways專業舞台季中飾演12歲的Nathan Lukowski，布蘭登也在2004年的兒童劇場中飾演彼得潘。。

## 資料來源
1. ↑  .   [2013-02-07]. （原始内容存档于2013-01-26）.
2. ↑  Brendan Dooling's Got The Gay Covered On "The Carrie Diaries"
3. ↑  .   [2013-02-07]. （原始内容存档于2015-04-02）.